# María Roësset Mosquera
María Roësset Mosquera (Espinho, Portugal, 1882 - Manila, 1921) foi uma pintora espanhola que assinou seus quadros como MaRo. Além disso, é a primeira conhecida da saga dos Roëssets, pois era tia da pintora Marisa Roësset Velasco, da escultora Marga Gil Roësset e da editora Consuelo Gil Roësset; que não só compartilhavam o sobrenome, mas também uma atitude desafiadora em relação às convenções sociais da época em suas respectivas áreas. Assim, da própria MaRo à sua sobrinha Marisa:

...“o apelido Roësset encarna a luta de género em Espanha, com os seus avanços e retrocessos”.